# Teliucu Inferior
Teliucu Inferior è un comune della Romania di 2 479 abitanti, ubicato nel distretto di Hunedoara, nella regione storica della Transilvania.
Il comune è formato dall'unione di 4 villaggi: Cinciș-Cerna, Izvoarele, Teliucu Inferior, Teliucu Superior.